# Honoria
Honoria (Justa Grata Honoria), née en 416 ou 417 à Ravenne, morte en 455 ou 457 à Constantinople, est une princesse romaine, sœur de Valentinien III, empereur d’Occident de 425 à 455. 

## Biographie

### Origines familiales et enfance
Elle naît sous le règne de son oncle Honorius, empereur d'Occident de 395 à 423, de qui provient son cognomen. 
Elle est la fille de Galla Placidia, sœur d'Honorius, et de Constance, principal général romain d'Occident dans les années 410, qui devient Auguste en 421, mais meurt peu après. En 423, Galla Placidia est exilée avec Honoria et Valentinien à Constantinople, à la cour de Théodose II. Après la mort d'Honorius, Valentinien devient empereur d'Occident sous la régence de Galla Placidia.
Honoria reçoit en 425 le titre d'Augusta, peu après l'avènement de son frère (cf. pièce ci-dessus).

#### Généalogie ascendante

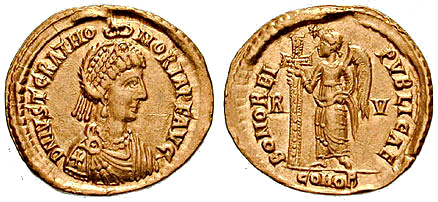
Honoria couronnée Augusta par les mains de Dieu.

### Honoria à la cour de Ravenne
Coimpératrice à Ravenne, elle est forcée par son frère cadet Valentinien III de vivre chastement afin de sauvegarder l’unité du pouvoir. Mais Honoria prend un amant, Eugène, en 449 et le scandale éclate. Elle est envoyée à Constantinople pour y être mieux gardée, tandis qu'Eugène est condamné à mort.

### Le projet d'alliance avec Attila
Au printemps 450, Honoria, retenue à Constantinople, demande secrètement l’aide d’Attila et lui envoie sa bague. Attila accepte l’offre et réclame à Valentinien la Gaule comme dot. Honoria est rapatriée d’urgence à Rome où la cour s’est installée en 450, et forcée d'épouser Flavius Bassus Herculanus, un sénateur sans ambition,,.
Attila, qui a interprété l'envoi de la bague comme une demande en mariage, envahit la Gaule au printemps 451, campagne qui se termine par sa défaite à la bataille des champs Catalauniques. L'année suivante, il envahit l'Italie et réclame la main de sa « protégée », ce que Valentinien refuse. Seule l'intervention du pape Léon Ier, et peut-être le fait que son armée soit victime d’une épidémie, le fait rebrousser chemin.
Rien de sa vie après son intrigue avec Attila n'est connu. On suppose qu'elle a été mariée à Herculanus, mais en concluant son récit sur cet incident Jean d'Antioche écrit : « Et ainsi Honoria a été libérée de tout danger ». Au sujet de cette phrase John Bagnell Bury se demande : « Est-ce que cela signifie qu'elle a subi une punition pire qu'un mariage ennuyeux? ». Enfin, parce que son nom n'apparaît pas dans la liste des personnes importantes emportées à Carthage par les Vandales à la suite de leur sac de la ville en 455, Oost suggère qu'elle était morte à cette date. Oost admet : « Nous n'avons pas de preuves suffisantes pour décider si elle est morte de causes naturelles ou par ordre de son frère l'Empereur  ».

## Honoria dans les arts

### Littérature
- Louis de Wohl, Le trône du monde (1946), réédité sous le titre Attila le Hun: Aetius, Attila, Honoria et Léon Ier entre autres sont représentés dans ce roman historique.

#### Bande dessinée
- Honoria et son frère, l'empereur Valentinien III apparaissent dans les planches de la BD publiée en 2019 par les éditions Glénat et les Éditions du Cerf : Léon le grand, défier Attila (scénario de France Richemond, dessin de Stefano Carloni, couleurs de Luca Merli) dont l'action se déroule en 452 lorsqu'Attila et sa horde de huns menaçaient de piller Rome.

### Cinéma et télévision
- Dans le film muet italien Attila (1918), Honoria est incarnée par l'actrice italienne Maria Roasio.
- Dans le film italien Attila, fléau de Dieu (1954), Honoria est incarnée par l'actrice italienne Sophia Loren.
- Dans le téléfilm historique américain Attila le Hun (2001), Honoria est incarnée par l'actrice écossaise Kirsty Mitchell.